# Majesté Batlló
La Majesté Batlló ((ca) Majestat Batlló) est un crucifix en bois polychrome du XIIe siècle, qui représente un Christ en croix dans une attitude de Christ en Majesté ou triomphant (Christus triumphans), sans signes de souffrances. C'est un des plus intéressants exemples de l'iconographie médiévale de ce type en Catalogne. Son origine a été située dans les Pyrénées catalanes dans la comarque de la Garrotxa. Cette œuvre se trouve exposée au musée national d'Art de Catalogne à Barcelone.

## Histoire
La statue doit son nom au collectionneur Enric Batlló i Batlló, qui l'a achetée chez un marchand d'antiquités et l'a donnée à la Députation de Barcelone en 1914. À son arrivée au musée, elle était recouverte par une couche de vernis qui empêchait de voir la polychromie.
On pense que ce type de représentation a été introduite en Catalogne par les Pisans, quand ils sont arrivés en 1114 pour aider le comte de Barcelone Raimond-Bérenger III dans sa conquête des îles Baléares. Dans l'art roman, le bois a été un des matériaux les plus employés pour la fabrication du mobilier liturgique et des statues situées à l'intérieur des temples; on employait pour les christs crucifiés deux blocs ou morceaux de bois, un pour le corps et l'autre pour les bras ; il était habituel qu'après avoir été taillées, les statues soient peintes.
Représentation du Christ en croix, au Moyen Âge, est représentée de différentes manières dans l'iconographie religieuse :
- le torse dénudé, le perizonium ou pagne court attaché à la ceinture, le Christ est représenté mort sur la croix ; il a les yeux fermés et le visage dramatique et tendu ;
- dans l'autre type, comme la Majesté Batlló, le Christ est sur la croix avec une tunique large serrée à la ceinture ; il est triomphant, avec la particularité d'avoir les yeux ouverts et ne manifeste aucun signe de douleur. Cette représentation a été la plus fréquente en Occident durant tout le XIIe siècle suivant le prototype du crucifix de Santo Volto de Lucques. D'après de nouvelles datations de ce crucifix, on considère que c'est une œuvre tardive de la fin du XIIe ou du début du XIIIe siècle, ce qui pose des problèmes pour la chronologie des autres crucifix ; probablement le Volto Santo est une copie d'un prototype antérieur comme celui de la cathédrale de Milan ou celui de la Majesté Batlló de Barcelone[5].

La Majesté Batlló a toujours été rapprochée du Volto Santo de la cathédrale Saint-Martin de Lucques. Elle est comparable à d'autres crucifix en ce qui concerne la tenue, la tunique et la ceinture comme ceux de la cathédrale de Brunswick de 1173 ou celui conservé au musée d’art sacré de San Gimignano. En Catalogne, elle a été rapprochée de celui de Las Planas, de celui de Sant Salvador de Bellver, de celui de Beget, de celui de Angostrina et de celui de Éller, bien que seul celui de Bellver et celui de Beget, possèdent des plis tubulaires.

## Description
L'œuvre est taillée dans un bois de cyprès et son origine est située habituellement dans la région d'Olot, dans la comarque de la Garrotxa. La statue du Christ mesure 94 × 96 × 17 cm et la croix 156 × 120 × 4 cm.
La statue se caractérise par son attitude raide et solennelle, avec les yeux ouverts. La technique est schématique ; elle combine un sens certain du détail comme on peut l'observer dans la chevelure et la barbe, alors que manquent les pieds et certains doigts des mains. Le Christ est vêtu d'une large tunique avec des manches elles aussi larges (tunica manicata) et des plis tubulaires parallèles qui la parcourent entièrement, (ces plis se retrouvent également sur la Majesté de Baget de la Garrotxa). Elle est polychrome avec des cercles de couleur rouge sur fond bleu et des motifs végétaux clairement d'influence orientale ; on trouve des tissus islamiques avec une décoration semblable au musée épiscopal de Vic. La croix est peinte avec des franges bleues, blanches et rouges et présente, dans la partie supérieure, l'inscription « JHS NAZARENUS REX IUDEORUM (Jésus de Nazareth Roi des Juifs). ».
Au revers de la croix et en son centre, on trouve des restes de peinture d'un Agnus Dei.
La peinture des cercles de la tunique est à rapprocher avec le suaire de saint Raimond mort en 1126, suaire fait d'un tissu musulman et qui se trouve à la cathédrale de Roda de Isábena.

## Symbolisme
La représentation du Christ avec les yeux ouverts, est interprétée comme son triomphe sur la mort, de même que le caractère de l'habillement peut constituer un renvoi à l'Apocalypse.
L'Agnus Dei, est l'Agneau Pascal qui sauve les hommes par son sang tout en représentant l'Agneau triomphant de la mort, qui partage avec Dieu le trône et est adoré par les hommes.

## Chronologie
Sa datation est difficile mais l'écriture de l'inscription de la croix et les caractéristiques de la peinture le situent au XIe siècle ; d'autres auteurs le datent au XIIe siècle ; la peinture est semblable à celle des devants d'autel de la zone de Ripoll, datés du milieu du XIIe siècle, ce qui est utilisé comme argument par divers chercheurs. Actuellement on peut le situer vers 1150. Les caractères coufiques du bord de la tunique présentent une analogie avec le motif islamique d'un abaque du cloître de Saint-Pierre de Moissac, ce qui semble apporter une preuve de la large diffusion en différents endroits de certains motifs à l'époque romane.

## Voir également
- Art en Catalogne
- Représentation du Christ en croix

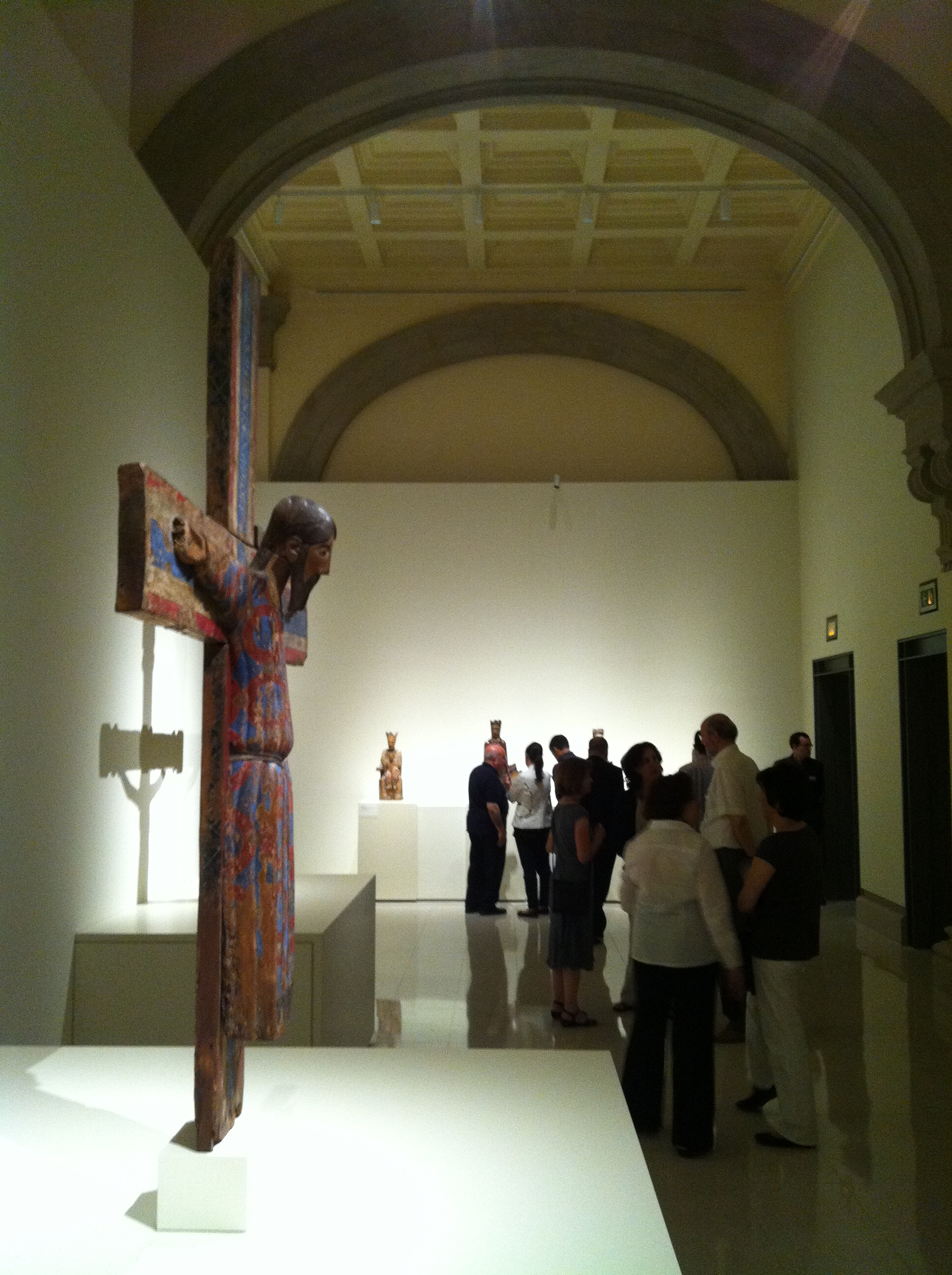
L'œuvre exposée au MNAC.

- Représentation artistique de Jésus Christ

## Sources
- (es) Cet article est partiellement ou en totalité issu de l’article de Wikipédia en espagnol intitulé « Majestad de Batlló » (voir la liste des auteurs).